# João Pedroso

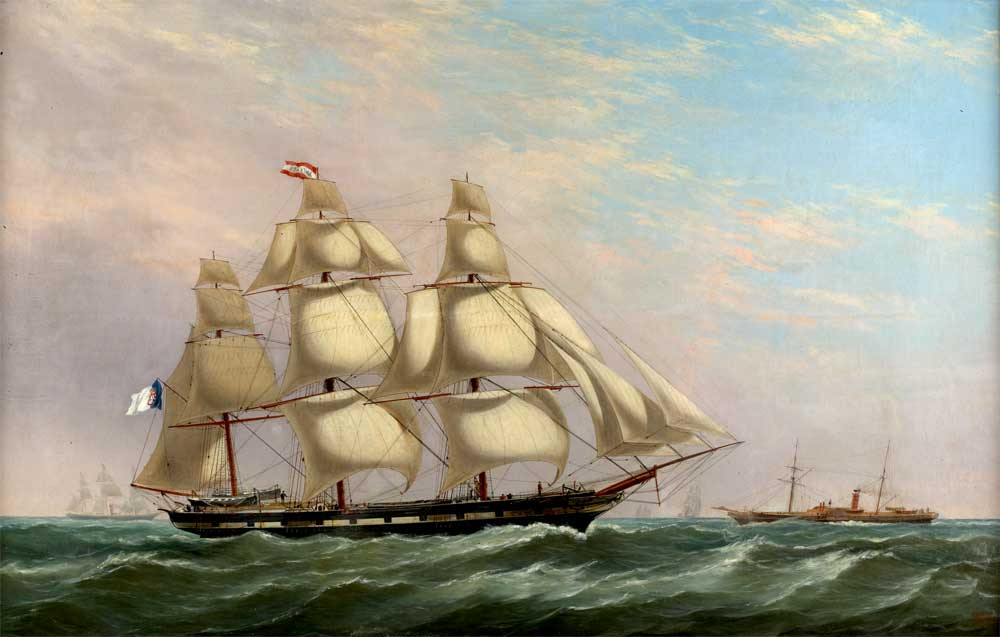
Marina con veleiro ostentando la bandera Real Portuguesa, por João Pedroso.

João Pedroso Gomes de Silva (Santa Maria dos Olivais, 17 de febrero de 1825 — Encarnação 5 de diciembre de 1890) fue un pintor, grabador y dibujante portugués, especializado en el dibujo de navíos. Sus obras pueden verse, hoy, en el Museo de Marina, en Santa María de Belén, y en el Palacio Nacional de Ayuda, así como en colecciones particulares.

## Biografía
Tras recibir lecciones de pintura, João Pedroso, a mediados de la década de 1840, obtuvo un trabajo en el Taller Litográfico de Tabacos. Posteriormente, fue empleado por el Archivo Pitoresco-Semanario Ilustrado (1857-1868) y por el Occidente (1877-1915). Fue también colaborador artístico de diversas revistas: El panorama (1837-1868), La illustração portugueza (1884-1890), La prensa (1885-1891) y Blanco  y Negro (1896-1898).
En 1872, Pedroso publicó La Gravura de la Madera en Portugal, donde están presentados muchos de sus trabajos. En la publicación De Benguela a las Tierras de Iacca, cerca de ochenta dibujos suyos relatan el viaje de Hermenegildo Capelo y Roberto Ivens a Angola. 
En 1880, João Pedroso creó una serie de sellos de correos con la efígie de D. Luís I para la Casa de la Moneda. Trabajó también para la Familia Real Portuguesa.

Habiendo adquirido gran prestigio, fue invitado a trabajar como profesor en la Sociedad Fiscal de Bellas Artes de Lisboa y en la Academia Real de Bellass Artes.
- Wikimedia Commons alberga una categoría multimedia sobre João Pedroso.